# Johan Westerlund
Johan Westerlund, född i Piteå den 19 juli 1988, uppvuxen i Blåsmark och senare tävlande för Piteå Elit, är en svensk före detta längdskidåkare. Westerlund startade sin skidkarriär i Hemmingsmarks IF. Hans största framgång är en bronsmedalj i JSM i Falun 2008. Westerlund har som student gått på skidlinjen i Älvsbyn.